# Rosario (Sonora)
Rosario é um município do estado de Sonora, no México.